# Нежон, Жак Андре
Жак Андре Нежон (фр. Jacques-André Naigeon; 15 июля 1738, Париж, Франция — 28 февраля 1810, там же) — французский философ-материалист, художник, представитель младшего поколения просветителей; член института Франции (1795), член Французской академии (1803).

## Биография
Пробовал заниматься живописью и скульптурой. После стал другом Дидро и помогал ему в работе над Encyclopédie. Вскоре оказался в составе группы радикально настроенных французских просветителей салона Гольбаха. Помогал Гольбаху в литературной деятельности, тайном издании его трудов в Амстердаме и редактировании Morale Universelle and his Essai sur les préjugés. В качестве знатока классики также редактировал перевод сочинений Сенеки. К другой редакторской работе относится издание трудов Монтеня и перевод философских писем Толанда.
Нежон активно занимался редактированием и писал комментарии к трудам Дидро после того, как стал его литературным душеприказчиком, опубликовал незаконченные комментарии к жизни и сочинениям Дидро.
Он является основным автором книги «Воин-философ» (фр. Le militaire philosophe, ou Difficultés sur la religion, proposées au Pére Malebranche, русский перевод — «Солдат-безбожник», 1925), вышедшей анонимно в 1768 году. Заключительная глава книги была написана Гольбахом. В книге изложены атеистические и антихристианские аргументы, в основном, типичные для радикальной литературы второй половины XVIII века. Книга с 1771 года включена в папский «Индекс запрещённых книг».
Нежон продолжил критику религии в его словаре древней и современной философии в составе Encyclopédie Méthodique — переработанной и расширенной энциклопедии на основе «Энциклопедии» под редакцией Дидро. Выступал за свободу прессы, обращался в Национальную ассамблею с предложением убрать из «Декларации прав человека и гражданина» слова Бог и религия.

## Список произведений
- Les Chinois, комедия написанная совместно с Фаваром (1756)
- Le Militaire philosophe ou, Difficultés sur la religion proposées au R.P. Malebranche (1768)
- Éloge de La Fontaine (1775)
- Adresse à l'Assemblée nationale sur la liberté des opinions (1790)
- Dictionnaire de philosophie ancienne et moderne 3 vol. (1791—1794)
- Mémoire sur la vie et les œuvres de Diderot (1821)